# Log Horizon
Log Horizon (яп. ログ・ホライズン) — японська серія романів автора Мамаре Тоуно. Спочатку розміщена на контенті сайту Shōsetsuka ni Narō у 2010, публікується з березня 2011 видавництвом Enterbrain. Сюжет оповідає про стратега Шіро й інших гравців довготривалої багатокористувацької онлайнової рольової гри Elder Tale коли вони опинилися всередині ігрового світу після встановлення останнього оновлення. Романи отримали чотири манга-адаптації, одна базується на основному сюжеті, інші три — навколо інших персонажів серії. Трансляція аніме почалася на NHK Educational TV 5 жовтня 2013.

## Сюжет
До одинадцятого патча розширення ММОРПГ Elder tale стала глобальним успіхом, яка підкорила серця мільйонів гравців. Тим не менше, коли був випущений дванадцятий патч, Піонери Новосфери (англ. Novasphere Pioneers), тридцять тисяч геймерів, які знаходилися у системі під час оновлення, раптом виявляються транспортованими всередину ігрового світу. Колишній колись простий світ меча і магії стає їх рідним домом, наповненим небезпеками. Саме тут вони будуть жити і виживати: маг Шіро, його друг Наоцугу — Охоронець/Лицар Воїн, дівчина-асасін Акацукі та всі інші, хто приєднаються до них.

## Персонажі

### Log Horizon
- Шіро (яп. シロエ)

Сейю:Терасіма Такума
Геймер-одинак, який грає в Elder Tale протягом майже восьми років. Засновник гільдії Log Horizon. Був стратегом нині розформованої Групи чаювання, елітної групи гравців, яка пройшла високорівневі квести, так звані Рейди. Прекрасно розбирається у картографії. З якоїсь причини відмовляється приєднуватись до інших гільдій. Має звичку чіпати свої окуляри, коли вирішує стратегічні задачі.
У реальному житті Шіро — студент-випускник, писав курсову з комп'ютерного проектування, вчиться на інженера.
- Наоцугу (яп. 直継)

Сейю:Маено Томоакі
Найкращий друг Шіро і гравець-охоронець схожий на лицаря. Високий і сильний хлопець, гумористичний персонаж. Називає себе «відкритим збоченцем», це означає, що на відміну від деяких людей він не приховує своєї збоченої природі від інших і дуже пишається цим фактом. Має тенденцію через збоченські жарти у бік Акацукі отримувати коліном в обличчя.
- Акацукі (яп. アカツキ)

Сейю:Като Емірі
Красивий ассасін світу Elder Tale. Низенька дівчина зі спокійним характером. Спочатку познайомилася з Шіро під час завдання до подій Апокаліпсису, хоча і з використанням чоловічого аватару. За допомогою Шіро повернула собі дівочий вигляд і приєдналася до його гільдії, щоб показати свою вдячність за свій порятунок у минулому і погасити борг, заприсяглася захищати Шіро від небезпеки. Їй не подобається Наоцугу через його збочені коментарі, тому зазвичай вдається до насильства, щоб він замовк.
- Ньянта (яп. にゃん太)

Гравець кіт-шибайголова і колишній учасник Групи чаювання, старий друг Шіро.
- Тоя (яп. トウヤ)

Інший друг Шіро та молодший брат-близнюк Мінорі.

### Гільдія Півмісяця
- Маріель (яп. マリエール)

Маріель — ексцентричний священико Гільдії Півмісяця та подруга Шіро. Вона сильніша, ніж виглядає, і має звичку обіймати людей так сильно, що притискає їх в стіни, зазвичай робить так під час зустрічі з новими людьми. Тим не менш, може бути дуже серйозною, коли це потрібно, якщо члени її гільдії знаходиться в небезпеці.
- Генрієтта (яп. ヘンリエッタ)

Генрієтта — бард і один з лідерів Гільдії Півмісяця. Хоча вона і здається строгою та зібраною, дівчина може бути настільки ж ексцентричною, як Маріель, особливо, коли бачить щось миле.
- Серара (яп. セララ)

Молодий маг Гільдії Півмісяця. Має рівень 19, друїда, на початку серіалу.

### Брігандія
- Демікас

Лідер Гільдії Брігандія.

## Термінологія
Класи. У грі Elder tale існує 12 класів, 10 підкласів і 35 рольових підкласів. 12 класів діляться на чотири групи за їх базовим класом. З цих базових класів, всюдисущі ролі Танк/Цілитель/DPS зазвичай зустрічаються в MMORPG. DPS класи Elder tale розділені на дві групи базових класів, які відповідають за фізичну та магічну підтримку, наприклад, Ассасін і Чарівник. Головна їхня ціль, в основному, зосереджена навколо DPS, щоб перемогти ворогів якомога швидше, в той час як Бард і Чародій обидва орієнтовані класи з низьким вихідним пошкодженням і можливостями. Кожен базовий клас має три класи, які належать до його групи — і є чотири базови класи для всіх — спільно виходить 12 класів.

## Медіа

### Новела
| № | Назва                                                                    | ISBN                   | Дата виходу       |
| - | ------------------------------------------------------------------------ | ---------------------- | ----------------- |
| 1 | Початок іншого світу «異世界のはじまり» (Isekai no Hajimari)             | ISBN 978-4-04-727145-6 | 31 березня 2011   |
| 2 | Лицарі Камелота «キャメロットの騎士たち» (Kyamerotto no Kishi-tachi)     | ISBN 978-4-04-727298-9 | 30 травня 2011    |
| 3 | Кінець гри. Частина I «ゲームの終わり【上】» (Gēmu no Owari [Jō])        | ISBN 978-4-04-727413-6 | 31 серпня 2011    |
| 4 | Кінець гри. Частина II «ゲームの終わり【下】» (Gēmu no Owari [Ge])       | ISBN 978-4-04-727543-0 | 30 вересня 2011   |
| 5 | Неділя в районі Акіба «アキバの街の日曜日» (Akiba no Machi no Nichiyōbi) | ISBN 978-4-04-727669-7 | 30 листопада 2011 |
| 6 | Бродяче дитя світанку «夜明けの迷い子» (Yoake no Mayoigo)                | ISBN 978-4-04-728235-3 | 30 березня 2013   |

### Аніме
25-серійне аніме транслюється на NHK Educational TV з 5 жовтня 2013-го. Показ серіалу паралельно триває на Crunchyroll у Північній Америці. Продюсер — студія Satelight, режисер — Шінджі Ісіхара, композитор — Тосідзо Немото, дизайн персонажів — Маріко Іто, заснований на оригінальній ідеї Кадзухіро Хара, художник-постановник — Юкі Номура, звукорежисур — Сьодзьо Хата, композитор саундтреку — Ясухару Такан.
Опенінг «database» виконує Man with a Mission спільно з Takuma, ендінг «Your song» — Yun*chi.